# Naruhiko Higashikuni
Il principe Naruhiko Higashikuni (東久邇宮 稔彦王?, Higashikuni no miya Naruhiko ō; Kyoto, 3 dicembre 1887 – Tokyo, 20 gennaio 1990) è stato un principe, militare e politico giapponese che ha ricoperto l'incarico di Primo ministro del Giappone dal 17 agosto 1945 al 9 ottobre 1945, durante un periodo di 54 giorni.
Zio dell'Imperatore Hirohito, Higashikuni è stato l'unico componente della famiglia imperiale giapponese a presiedere il governo del paese; fu nominato immediatamente dopo la decisione dell'imperatore di chiedere la resa agli americani. Prese poi contatto con l'Alto Comando americano per l'attuazione della resa stessa. È anche stato il primo ministro giapponese per minor tempo in carica nonché il più longevo, essendo deceduto a 102 anni. È stato inoltre tra i fondatori del Chiba Institute of Technology.

## Biografia

### Primi anni di vita
Il principe Naruhiko nacque a Kyoto il 3 dicembre 1887, nono figlio del principe Kuni Asahiko e della dama di corte Terao Utako. Suo padre, era figlio del principe Fushimi Kuniie, ventesimo capo della casa di Fushimi-no-Miya, il più antico shinnōke, o ramo cadetto, della dinastia imperiale in cui un imperatore potrebbe essere scelto in mancanza di un erede diretto. Il principe Naruhiko era fratellastro del principe Kuni Kuniyoshi, padre della futura imperatrice Kōjun, moglie dell'imperatore Hirohito. Altri suoi fratellastri furono i principi Yasuhiko Asaka, Nashimoto Morimasa e Kaya Kuninori, tutti a capo di nuovi rami della famiglia, nati durante il periodo Meiji.

### Matrimonio e famiglia
Il 3 novembre 1906 l'imperatore Meiji gli concesse il titolo Higashikuni-no-Miya e il permesso di iniziare un nuovo ramo della famiglia imperiale. Il 18 maggio 1915, sposò Toshiko (11 maggio 1896 - 5 marzo 1978), nona figlia dell'imperatore. La coppia ebbe quattro figli.
- Principe Morihiro Higashikuni (盛厚王 Morohiro Ō, 6 maggio 1916 - 1º febbraio 1969); sposò la principessa Shigeko, figlia maggiore dell'imperatore Hirohito e dell'imperatrice Kōjun;
- Principe Moromasa (師正王 Moromasa Ō, 1917 - 1º settembre 1923); morto nel grande terremoto del Kantō.
- Principe Akitsune (彰常王 Akitsune Ō, 13 maggio 1920 - 30 agosto 2006); rinunciò al titolo imperiale e fu creato Marchese Awata Akitsune nel 1940;
- Principe Toshihiko (俊彦王 Toshihiko Ō, 24 marzo 1929 - 15 aprile 2015); rinunciò al titolo imperiale e fu creato conte Tarama Toshihiko nel 1943; nel 1950 si trasferì a Lins in Brasile.

### Carriera militare
Il principe fu un ufficiale di carriera nell'Esercito imperiale giapponese. Nel 1908, si diplomò sottotenente presso l'Accademia dell'esercito; fu promosso tenente nel 1910 e capitano nel 1913. Nel 1914, si diplomò nel collegio di guerra. L'anno successivo, divenne capitano della 29ª brigata di fanteria e fu promosso maggiore nella 7ª divisione dell'armata di terra.
Tra il 1920 e il 1926, studiò tattica militare alla École spéciale militaire de Saint-Cyr e alla École polytechnique di Parigi; nel 1920 fu promosso a tenente colonnello e nel 1926 a colonnello. Da sempre un po' ribelle, il suo comportamento a Parigi scandalizzò la corte imperiale. Aveva un'amante francese, macchine veloci e un alto tenore di vita. Lasciò moglie e figli in Giappone, e alla morte del suo secondo figlio, non tornò in patria. Nel 1926, il ministero della casa imperiale inviò un ciambellano a Parigi per prenderlo.
Al suo ritorno in Giappone, fu assegnato alla sede centrale dell'esercito. Nell'agosto del 1930, fu promosso a maggior generale e comandante della 5ª brigata di fanteria; nell'agosto del 1934 fu promosso a tenente generale e gli venne affidato il comando della 4ª divisione dell'armata. Dopo l'inizio della seconda guerra sino-giapponese, diresse il servizio aereo dell'esercito e la 2ª armata di stanza in Cina. Fu promosso a generale nell'agosto del 1939.
Secondo una nota scoperta dallo storico Yoshiaki Yoshimi, il principe Higashikuni autorizzò l'uso di gas asfissianti contro i cinesi il 16 agosto 1938. Dopo la promozione a generale gli fu assegnato l'Ordine del Nibbio d'oro di I classe.
Prima dell'inizio della seconda guerra mondiale, il 15 ottobre 1941, il primo ministro uscente Fumimaro Konoe propose il principe Higashikuni come suo successore all'imperatore Hirohito. Konoe riteneva che solo un membro della famiglia imperiale con una formazione militare distinta avrebbe potuto frenare la fazione pro-guerra guidata dai generali Hajime Sugiyama, Hideki Tōjō e Akira Mutō. Il principe Higashikuni fu scelto come capo del personale dell'esercito e della marina.
Tuttavia, sia l'Imperatore Hirohito che il Lord del sigillo imperiale Kido Koichi, credevano che sarebbe stato inappropriato per un membro della casa regnante servire in quella posizione, potendo essere incolpato di tutto ciò che sarebbe andato storto nel conflitto. Così, due giorni dopo, Hirohito scelse il generale Hideki Tōjō come capo dell'esecutivo. Nel 1946, spiegò questa decisione: "Ho pensato che il principe Higashikuni fosse adatto come capo di stato maggiore dell'esercito, ma penso che la nomina di un membro della casa imperiale ad una carica politica dovrebbe essere considerata con molta attenzione, soprattutto rispetto al tempo. In periodo di pace questo va bene, ma quando c'è paura che ci potrebbe essere una guerra, considerando il benessere della casa imperiale, mi chiedo circa la saggezza di un membro della famiglia imperiale che serve [come primo ministro]."
Sei settimane più tardi, il Giappone attaccò Pearl Harbor. Durante le prime fasi della guerra del Pacifico, il principe Higashikuni servì come comandante del Comando generale della difesa dal 1941 al 1944.
Egli rimase fermo nella sua opposizione al conflitto con le potenze alleate e fece parte del complotto, con i principi Yasuhiko Asaka, Takamatsu e all'ex primo ministro Konoe, che finalmente spodestò Tōjō nel luglio del 1944 in seguito alla caduta di Saipan alle forze americane. I ricercatori americani del Comandante supremo delle forze alleate scoprirono anche che aveva progettato, verso la fine della guerra, di deporre Hirohito, ponendo il figlio Akihito sul trono e prendendosi per sé l'incarico di reggente.

### Primo ministro
Dopo che il corso della guerra si rivoltò contro il Giappone e l'accettazione della dichiarazione di Potsdam, l'imperatore Hirohito nominò Higashikuni alla carica di primo ministro il 16 agosto 1945, in sostituzione dell'ammiraglio Kantaro Suzuki. La sua missione era duplice: in primo luogo, al fine di garantire la cessazione della guerra, smobilitare ordinatamente le forze armate giapponesi e in secondo luogo, rassicurare il popolo giapponese che l'istituzione imperiale sarebbe rimasta al sicuro. Il principe Higashikuni si dimise nel mese di ottobre per una disputa con le forze di occupazione americane circa l'abrogazione della legge sulla conservazione della pace del 1925.

### Vita dopo le dimissioni
Il 27 febbraio e il 4 marzo 1946, il principe Higashikuni concesse due interviste a Yomiuri-Hochi e al New York Times in cui sostenne che molti membri della famiglia imperiale avrebbero approvato l'abdicazione dell'imperatore Hirohito, con il principe Takamatsu che fungeva da reggente fino alla maggiore età del principe ereditario Akihito. Nel governo, solo il primo ministro Kijūrō Shidehara e il ministro della casa imperiale erano contrari.
Nel 1946, chiese all'imperatore il permesso di rinunciare alla sua appartenenza alla famiglia imperiale e di diventare un cittadino comune. Il sovrano negò la richiesta. Tuttavia, insieme agli altri membri dei rami cadetti della famiglia imperiale, perse il suo titolo e la maggior parte della sua ricchezze con l'abolizione delle case principesche da parte delle autorità di occupazione il 17 ottobre 1947.
Come privato cittadino, Higashikuni gestì diverse imprese di vendita al dettaglio senza successo, tra cui un negozio di approvvigionamenti, un altro di articoli di seconda mano e un negozio di sartoria. Creò anche una sua setta religiosa, basata sui principi del buddismo zen, la Higashikuni-kyo, che successivamente venne bandita dalle autorità di occupazione americane. L'ex principe divenne presidente onorario della Federazione internazionale di arti marziali nel 1957 e presidente onorario di diverse altre organizzazioni.
Nel 1958, Higashikuni pubblicò i suoi diari di guerra sotto il titolo, Ichi Kozoku no Senso Nikki (o diario di guerra di un membro della famiglia imperiale). Dieci anni dopo, pubblicò le sue memorie autobiografiche con il titolo Higashikuni Nikki. Fu membro della Massoneria.
Naruhiko Higashikuni morì di insufficienza cardiaca a Tokyo il 20 gennaio 1990, all'età di 102 anni; era sopravvissuto alla moglie, a due figli, a tutti i suoi fratelli e a suo nipote, l'imperatore Hirohito. Higashikuni è oggi ricordato soprattutto come il capo dell'esecutivo giapponese del primissimo dopoguerra. Fu uno dei primi ministri più longevi di tutti i tempi, insieme a Willem Drees, Christopher Hornsrud e Antoine Pinay; alla sua morte era l'ultimo generale superstite dell'esercito imperiale giapponese.